# Новиков, Василий Михайлович
Василий Михайлович Новиков (12 апреля 1910, Пошехонский уезд, Ярославская губерния — 16 мая 1979, Москва) — советский военнослужащий, полковник танковых войск, Герой Советского Союза (1937). Участник Великой Отечественной войны

## Биография
Родился 12 апреля 1910 года в деревне Григорово (ныне — в Пошехонском районе Ярославской области) в крестьянской семье. Русский. Окончил 9 классов в сельской школе села Ермаково. Работал в том же селе заведующим сельским клубом.
В 1931 году добровольно, на год раньше срока призыва, ушёл в Красную Армию. Служил в артиллерийском полку в городе Москве, окончил полковую школу. Был командиром отделения, помощником командира взвода. Член ВКП(б) с 1932 года. Остался на сверхсрочную и в 1934 году был направлен в бронетанковую школу в городе Наро-Фоминске. С января 1935 года — командир танка 37-й механизированной бригады, базировавшейся в городе Калуге.
Участвовал в Гражданской войне в Испании (1936—1939) под псевдонимом «Сантьяго» с ноября 1936 года по сентябрь 1937 года. Сражаясь в рядах танковой бригады Д. Г. Павлова, умело руководил действиями экипажа танка. Сражался сначала на танке БТ-5, затем на новом Т-26. Танковые атаки, в которых участвовал Сантьяго-Новиков, не раз описывал в своих дневниках Михаил Кольцов.
В бою юго-восточнее Мадрида танк Новикова был подбит и застрял на нейтральной полосе, став удобной мишенью для врага. Мятежники выкатили орудие, чтобы ударить по танку, но экипаж метким выстрелом уничтожил его. С наступлением темноты командир танка послал механика-водителя Степанова за помощью. Фашисты начали методический обстрел из орудий неподвижного танка. Один снаряд попал в моторный отсек, взрывом другого был убит другой член экипажа Дмитрий Алексеев, а Новиков был ранен. Оставшись один, он продолжал оборонять танк. Вёл огонь из пулемёта пока к утру не пришла помощь. Врачи госпиталя насчитали на теле танкиста тринадцать ранений — восемь снарядных осколков в голове, многочисленные глубокие ожоги лица и рук, плюс тяжёлая контузия. После оказания первой помощи он был отправлен в госпиталь в Мадрид, а затем на родину.
За мужество и героизм, проявленные при выполнении интернационального долга, Новиков Василий Михайлович 4 июля 1937 года удостоен звания Героя Советского Союза, с вручением ордена Ленина, а после учреждения знака особого отличия ему была вручена медаль «Золотая Звезда» № 52.
Отважный танкист долго лечился на родине, пока смог снова встать в строй. Он принял под командование роту в учебном батальоне 13-й механизированной бригады, затем был помощником начальника штаба 37-й механизированной бригады. Участник боёв на реке Халхин-Гол в 1939 году. Окончил академические курсы бронетанковых войск в Ленинграде, поступил в Военную академию механизированных частей РККА, но окончить учёбу помешала война.
Участвовал в боях на подступах к Москве. Затем был отозван в тыл, готовил танкистов для фронта. В Чкаловском танковом училище имени Сталина был командиром батальона курсантов. В январе 1944 года был направлен на учёбу в академию.
В 1946 году окончил Военную академию бронетанковых и механизированных войск. Продолжал службу в танковых частях: был заместителем командира полка. В 1957 году полковник Новиков был уволен в запас в связи с болезнью.

Могила Новикова на Кунцевском кладбище Москвы.

Жил в Москве. Скончался 16 мая 1979 года. Похоронен на Кунцевском кладбище города Москвы (участок 9-3).
Награждён орденом Ленина, орденом Красного Знамени, 2 орденами Красной Звезды, медалями (в том числе «За отвагу») и польской медалью.